# Staffan Bülow-Hübe
Staffan Bülow-Hübe, född 25 september 1918 i Maria Magdalena församling, Stockholm, död 15 oktober 2006 i Växjö domkyrkoförsamling, Växjö, var en svensk arkitekt. 
Bülow-Hübe, som var son till förste stadsingenjör Erik Bülow-Hübe och skulptören Runa Bülow-Hübe, född Knut-Ekwall, avlade studentexamen i Malmö 1938 och utexaminerades från Kungliga Tekniska högskolan 1945. Han var anställd på olika arkitektkontor 1945–1950 och stadsarkitekt i Växjö stad från 1950. Han skrev bland annat Hur Öster byggdes: från järnåldersboplats till stadsdel i Växjö (2000).